# 2009年拉斐爾·納達爾網球賽季

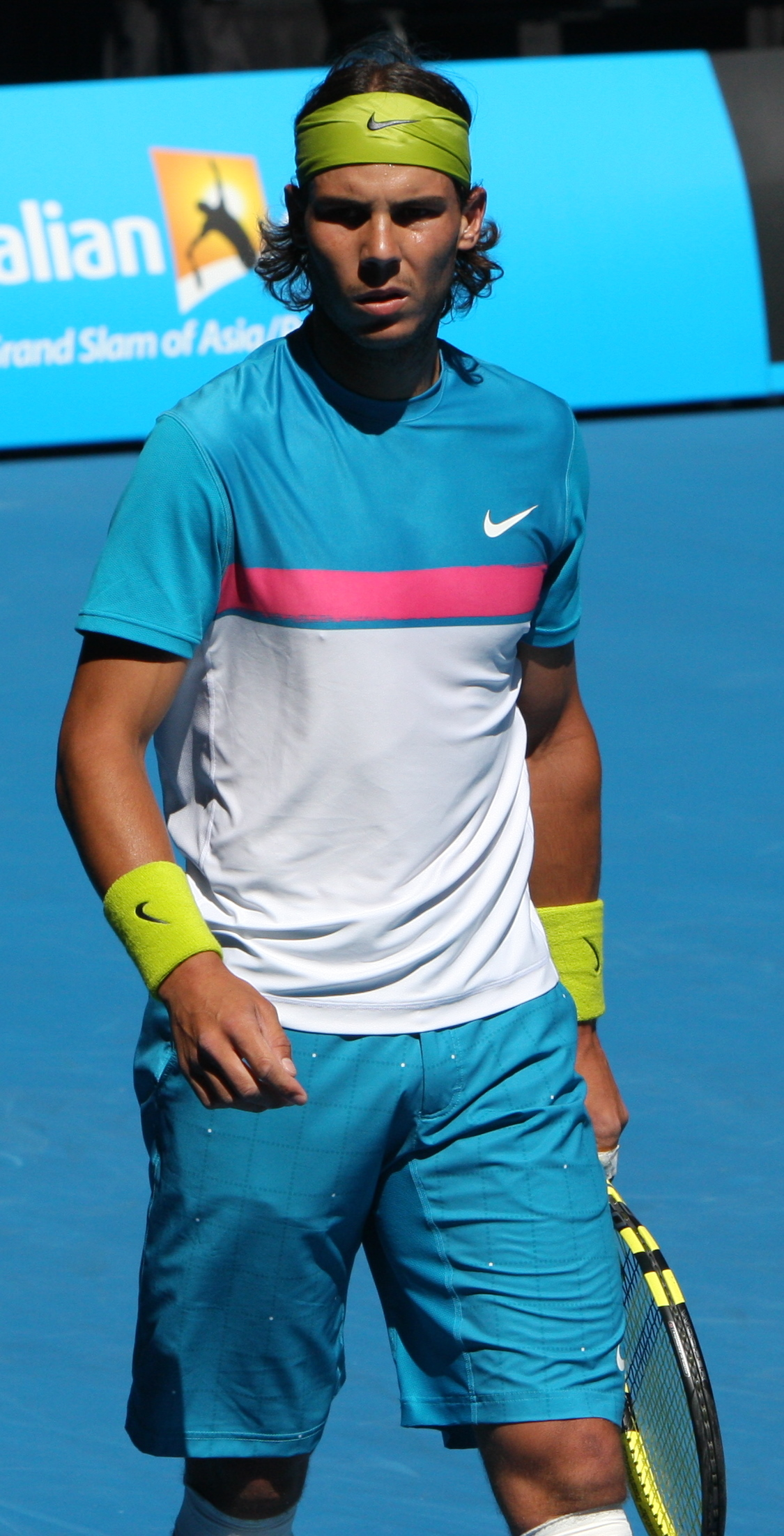
納達爾在2009年澳洲網球公開賽，拿下第一座硬地大滿貫

2009年賽季，納達爾的戰績呈現開高走低的情況，雖然從1月到5月，他摘下包括年初澳網在內的5座冠軍，不過在紅土賽季過度密集的參賽，他的膝蓋傷勢逐漸惡化，結果在法網爆發而意外在第四輪提前出局，中止法網四連冠王朝，也因為養傷退出溫布頓，之後在下半年賽季，陷入一冠未得的低迷。
1月，澳洲網球公開賽，納達爾在首5場球賽中一直是不失一盤，直到在四強戰中，納達爾與其同鄉貝爾達斯科激戰5盤，結果以64-7, 6-4, 7-62, 61-7, 6-4 取勝，這亦是澳網史上最長的一場比賽，長達5小時14分鐘。在決賽中，納達爾又再遇上他的老對手費德勒，最後納達爾再下一城，以7-5, 3-6, 7-63, 3-6, 6-2 擊敗費德勒，奪得他第一個澳網錦標及硬地大滿貫。這項成就使他加入康諾斯、韋蘭德、阿格西的行列，是第四位能在三種場地皆贏得大滿貫的選手。納達爾只要再夺得美國網球公開賽冠軍，便可同時擁有四大滿貫的錦標及職業金滿貫的名銜。
2月，荷蘭銀行世界網球錦標賽，決賽與穆雷交手，因有膝、腿傷勢在身，以3-6, 6-4, 0-6敗給對手。
3月，印第安維爾斯大師賽，納達爾在第四輪比賽中驚險挽救5個賽末點，生涯首次擊敗阿根廷名將納爾班迪安並一路挺進決賽，在天然強風的惡劣天候中以較佳的穩定性擊敗英國的穆雷，贏得生涯第13座大師賽（Masters 1000）冠軍盃。
4月，蒙地卡羅大師賽，納達爾在決賽以6-3, 2-6, 6-1擊敗世界第三好手喬科維奇，登上冠軍寶座，在蒙地卡羅大師賽締造五連霸偉業，追平這項比賽已保持一世紀的五度奪冠紀錄，僅紐西蘭球員懷丁自1908年起曾在本項賽事五度奪冠。這個冠軍，同時也是納達爾贏得生涯第14座大師賽冠軍盃，追平同時期前球王費德勒的紀錄。
隔週，納達爾回到家鄉參加巴塞隆納公開賽，順利衛冕成功，不僅完成五連霸，這也讓他成為唯一一位連續五年背靠背贏得ATP賽事冠軍的選手。
5月，羅馬大師賽決賽，納達爾再度對決去年的衛冕冠軍喬科維奇，以7-62,6-2擊敗對手，囊獲羅馬大師賽的第四冠，也超越穆斯特的三冠王，成為公開賽時代以來羅馬站最多冠的選手，同時贏得個人生涯第15座大師賽冠軍。
二週後，纳达尔在家乡参加第四项红土赛事马德里大师赛，四強又與喬科維奇苦鬥三盤，後二盤皆相持至搶七局才分出高下，對手曾擁有3個賽末點，不過皆順利化解，最後掌握第2個賽末點取得勝利，長達4小時又3分以3-6, 7-65, 7-69辛苦逆轉晉級，決賽和宿命對手费德勒第20度交手，在過去幾週參加的紅土賽事所累積的疲勞影響下，最終在决赛以两个4-6敗給對手，終止去年漢堡以來的紅土33連勝。

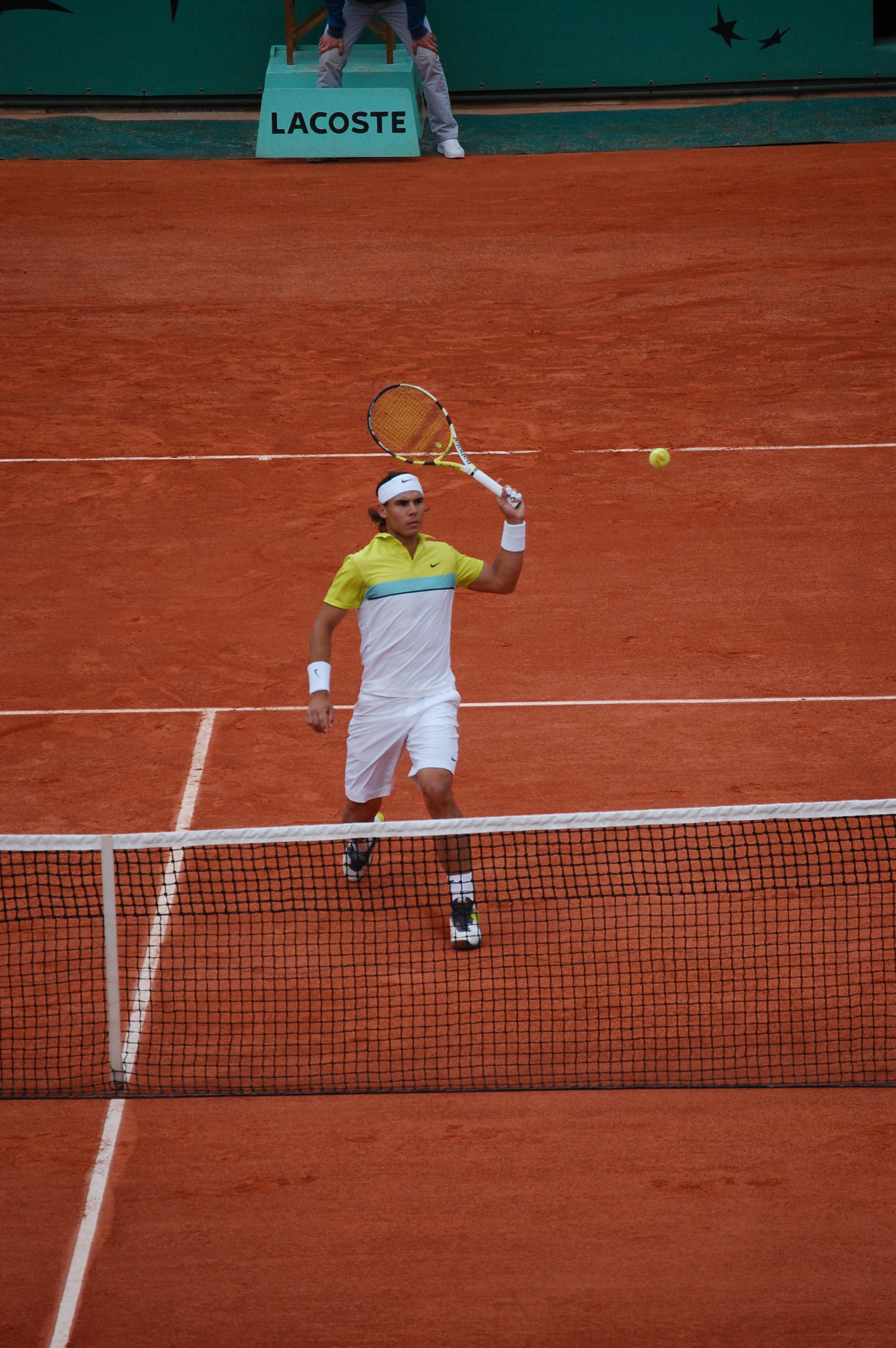
納達爾在2009年法網開戰前夕的表演賽

6月，在法國網球公開賽尋求五連冠的納達爾，於第四輪賽事中，意外以2-6, 7-62, 4-6, 62-7敗給瑞典選手索德靈，而無緣衛冕法網桂冠。同月，納達爾因傷退出女王盃與溫布頓網球錦標賽，而他的宿敵費德勒則在7月5日決賽擊敗羅迪克奪冠。溫布頓網球錦標賽的戰果及積分形勢確定納達爾將於2009年7月6日讓出保持了46周的世界第一寶座。
8月，於加拿大蒙特婁大師賽復出，八強與阿根廷小將德爾波特羅交手，以65-7, 1-6遭到淘汰，衛冕失利，由於八強提前出局，而穆雷擊敗德爾波特羅奪冠，穆雷取代納達爾成為世界第二，辛辛那提大師賽，四強與宿敵喬科維奇第19度交手，以1-6, 4-6敗給對手。
9月，美國網球公開賽，第一輪遭遇法國好手加斯凱，以6-2, 6-2, 6-3直落三盤擊敗對手，第二輪與德國老將基弗交手，在過程中被對手取得一盤，結果以6-0, 3-6, 6-3, 6-4晉級第三輪。納達爾將與同胞好手阿爾瑪格羅交手，以較佳的穩定性直落三盤以7-5, 6-4, 6-4晉級第四輪，第四輪與法國好手蒙菲爾斯交手，先失一盤再倒趕三盤晉級八強，以63-7, 6-3, 6-1, 6-3擊敗對手，八強與岡薩雷斯交手，先以7-64拿下第一盤，第二盤相持至搶七局 63-62時，因為下雨而中斷賽程，最後在補賽中連下7局而獲勝，以7-64, 7-62, 6-0直落三盤擊敗岡薩雷斯晉級四強，這是他連續二年晉級四強，四強與德爾波特羅交手，被對手以6-2, 6-2, 6-2擊敗，無緣晉級決賽，儘管如此，在美網後他回到世界第二的位置，由於去年亞軍穆雷在第四輪被克羅埃西亞小將西利奇淘汰出局。
10月，中國公開賽，準決賽遭到克羅埃西亞小將西利奇以比分6-1, 6-3直落二盤淘汰出局，無緣晉級決賽。上海大師賽，在晉級過程中，遇到的對手柳比契奇、洛佩斯意外在中途退賽，而順利挺進到決賽，但是遭到俄羅斯好手達維登科以7-63, 6-3直落二盤擊敗。
11月，巴黎大師賽，納達爾驚險擊敗二位同胞好手阿爾瑪格羅、羅布雷多晉級八強，在八強以兩個7-5直落二盤擊敗衛冕冠軍特松加，報了去年澳網四強直落三盤落敗之仇，四強與喬科維奇第20度交手，結果以直落二盤落敗，而喬科維奇最後在決賽奪下冠軍。ATP世界巡迴年終賽（ATP World Tour Finals），首場納達爾遭瑞典的索德林（RobinSoderling）以直落二盤擊敗，這是索德林繼法國公開賽後第二度擊敗納達爾。第二場，納達爾遭後來冠軍達維登科以直落二盤擊敗。第三場，納達爾與喬科維奇第21度交手，被後者以直落二盤，首度無緣晉級年終賽四強，也是首度三連敗皆為直落二淘汰。
12月，納達爾回鄉參加馬德里舉辦的台維斯盃決賽，二場比賽皆以直落盤數擊敗對手，幫助西班牙擊敗捷克，衛冕台維斯盃冠軍成功，也是他在台維斯盃上連續14連勝，更使他成為ATP史上最年輕達成400勝的球員。
納達爾的年終排名為世界第2，這是他在5年內第4度以世界第2作收。